# Memoriał Luboša Tomíčka 2006
Memoriał Luboša Tomíčka 2006 – rozegrane po raz 38. w Pradze zawody żużlowe, mające na celu upamiętnienie czechosłowackiego żużlowca Luboša Tomíčka, który zginął tragicznie w Pardubicach w 1968 roku. W memoriale zwyciężył Czech Josef Franc.

## Wyniki
- Praga, 16 października 2006

| Msc. | Zawodnik                 | Państwo   | Pkt   |             |  |
| ---- | ------------------------ | --------- | ----- | ----------- |  |
| 1    | Josef Franc              | Czechy    | 13 +4 | (3,1,3,3,3) |  |
| 2    | Jurica Pavlic            | Chorwacja | 13 +3 | (2,3,2,3,3) |  |
| 3    | Luboš Tomíček            | Czechy    | 14 +2 | (3,2,3,3,3) |  |
| 4    | Filip Šitera             | Czechy    | 10 +1 | (3,3,2,2,d) |  |
| 5    | Marcin Jędrzejewski      | Polska    | 10 +0 | (1,3,3,1,2) |  |
| 6    | Mateusz Szczepaniak      | Polska    | 10    | (2,3,1,3,1) |  |
| 7    | Grzegorz Zengota         | Polska    | 9     | (1,2,2,2,2) |  |
| 8    | Adrian Rymel             | Czechy    | 8     | (2,2,3,1,0) |  |
| 9    | Mattia Carpanese         | Włochy    | 7     | (1,0,1,2,3) |  |
| 10   | Jannick de Jong          | Holandia  | 6     | (3,2,0,0,1) |  |
| 11   | Sándor Tihanyi           | Węgry     | 5     | (0,1,2,1,2) |  |
| 12   | Andrij Karpow            | Ukraina   | 5     | (1,1,0,2,1) |  |
| 13   | Guglielmo Franchetti     | Włochy    | 4     | (w,1,1,0,2) |  |
| 14   | Matěj Kůs                | Czechy    | 2     | (2,d,0,0,0) |  |
| 15   | Max Dilger               | Niemcy    | 2     | (0,0,0,1,1) |  |
| 16   | Alesandro Milanesse      | Włochy    | 1     | (0,0,1,0,0) |  |
|      | rez. Antonin Galliani    | Czechy    | 0     | (0)         |  |
|      | rez. Maciej Piaszczyński | Polska    | ns    |             |  |